# Temporada 1908-1909 del Liceu
| Temporada 1908-1909 del Liceu |                     |                    |                   | |           |                                                  |
| Òpera                         | Compositor          | Director musical   | Director d'escena | Papers principals | Producció | Dates                                            |
| La Damnation de Faust         | Hector Berlioz      |                    |                   | Gilda Longari Ponzone, Alberto Dardani, Giuseppe De Luca, Luigi Mugnoz |           | novembre                                         |
| Africana                      | Giacomo Meyerbeer   |                    |                   | Maria Talexis, Francesc Viñas, Francisco Molina, Luigi Nicoletti Korman |           | desembre                                         |
| Dinorah                       | Giacomo Meyerbeer   |                    |                   | Giulietta Wermez, Luis Iribarne, Ramon Blanchart |           | desembre                                         |
| I Barbari                     | Camille Saint-Saëns |                    |                   | Cecilia Gagliardi, Margarida Julià, Mario Gilion, Luigi Nicoletti Korman |           | 8 de desembre                                    |
| Tannhauser                    | Richard Wagner      |                    |                   | Lina Pasini-Vitale, Francesc Viñas, Ramon Blanchart, Margarida Julià, Mario Gilion, Giuseppe Pacini, Luigi Nicoletti Korman                                                 |           | desembre                                         |
| Zazà                          | Ruggero Leoncavallo |                    |                   | Emma Carelli, Piero Schiavazzi, Giuseppe De Luca |           | desembre                                         |
| Il trovatore                  | Giuseppe Verdi      | Fernando Tanara    |                   | Giuseppe Pacini, Cecilia Gagliardi, Margarida Julià, Mario Gilion, Luigi Nicoletti-Kormann                                                                                  |           | 10 desembre                                      |
| Rigoletto                     | Giuseppe Verdi      | Edoardo Mascheroni |                   | Piero Schiavazzi, Ramon Blanchart, Isabella Svicher (12 desembre) / Luisa García-Rubio (la resta), Luigi Nicoletti-Kormann, Margarida Julià, Conrad Giralt, Luigi Baldasari |           | 12, 13, 20 de desembre, 1, 3 de gener i 6 febrer |
| Mefistofele                   | Arrigo Boito        |                    |                   | Cecilia Gagliardi, Margarida Julià, Piero Schiavazzi, Luigi Nicoletti Korman                                                                                                |           | gener                                            |
| Lohengrin                     | Richard Wagner      |                    |                   | Luigi Baldasari, Lina Pasini-Vitale, Margarida Julia, Francesc Viñas, Francisco Molina, Luigi Nicoletti Korman                                                              |           | gener                                            |
| Manon                         | Jules Massenet      |                    |                   | Luigi Baldasari, Lina Pasini-Vitale, Piero Schiavazzi, Luigi Mugnoz |           | gener                                            |
| L'Attaque du moulin           | Alfred Bruneau      |                    |                   | Gilda Longari Ponzone, Maria Pozzi, Piero Schiavazzi, Ramon Blanchart, Luigi Mugnoz, Mattia Morro, Conrad Giralt, Primo Maini, M.Vila, A.Balaguer                           |           | 7 al 10 de gener                                 |
| Manon Lescaut                 | Giacomo Puccini     | Fernando Tanara    |                   | Lina Pasini-Vitale, Luigi Baldassari, Piero Schiavazzi, Luigi Mugnoz, Primo Maini, Maties Morro, Primo Maini, Maria Darnis, Conrad Giralt                                   |           | 9, 10 febrer                                     |